# Danh sách kỷ lục Đại hội Thể thao châu Á môn cử tạ
Cử tạ tại Đại hội Thể thao châu Á là một trong những môn thể thao có truyền thống lâu đời, được đưa vào chương trình thi đấu từ những kỳ đại hội đầu tiên và đóng vai trò quan trọng trong bảng tổng sắp huy chương của nhiều quốc gia châu Á. Danh sách kỷ lục này bao gồm thành tích cao nhất ở các nội dung cử giật (snatch), cử đẩy (clean & jerk) và tổng cử (tổng thành tích của hai lần nâng), được ghi nhận qua các kỳ đại hội đã diễn ra.
Hệ thống hạng cân trong chương trình Đại hội Thể thao châu Á đã được điều chỉnh kể từ kỳ đại hội năm 1998, do đó các kỷ lục chỉ được tính dựa trên kết quả từ thời điểm đó trở đi.

## Kỷ lục hiện tại

### Nam
| Nội dung | Thành tích | Vận động viên         | Quốc gia          | Kì đại hội     | Ngày                | Nguồn |
| 61 kg    | 61 kg      | 61 kg                 | 61 kg             | 61 kg          | 61 kg               | 61 kg |
| -------- | ---------- | --------------------- | ----------------- | -------------- | ------------------- | ----- |
| Cử giật  | 143 kg     | Li Fabin              | Trung Quốc        | 2022 Hàng Châu | 1 tháng 10 năm 2023 | [ 1 ] |
| Cử đẩy   | 172 kg     | Tiêu chuẩn ASIAD      | —                 | —              | 1 tháng 11 năm 2018 |       |
| Tổng cử  | 310 kg     | Li Fabin              | Trung Quốc        | 2022 Hàng Châu | 1 tháng 10 năm 2023 | [ 1 ] |
| 67 kg    |            |                       |                   |                |                     |       |
| Cử giật  | 150 kg     | Chen Lijun            | Trung Quốc        | 2022 Hàng Châu | 1 tháng 10 năm 2023 | [ 2 ] |
| Cử đẩy   | 180 kg     | Tiêu chuẩn ASIAD      | —                 | —              | 1 tháng 11 năm 2018 |       |
| Tổng cử  | 330 kg     | Chen Lijun            | Trung Quốc        | 2022 Hàng Châu | 1 tháng 10 năm 2023 | [ 2 ] |
| 73 kg    |            |                       |                   |                |                     |       |
| Cử giật  | 161 kg     | Wei Yinting           | Trung Quốc        | 2022 Hàng Châu | 3 tháng 10 năm 2023 | [ 3 ] |
| Cử đẩy   | 201 kg     | Rahmat Erwin Abdullah | Indonesia         | 2022 Hàng Châu | 3 tháng 10 năm 2023 | [ 3 ] |
| Tổng cử  | 359 kg     | Rahmat Erwin Abdullah | Indonesia         | 2022 Hàng Châu | 3 tháng 10 năm 2023 | [ 3 ] |
| 81 kg    |            |                       |                   |                |                     |       |
| Cử giật  | 169 kg     | Ri Chong-song         | CHDCND Triều Tiên | 2022 Hàng Châu | 4 tháng 10 năm 2023 | [ 4 ] |
| Cử đẩy   | 199 kg     | Tiêu chuẩn ASIAD      | —                 | —              | 1 tháng 11 năm 2018 |       |
| Tổng cử  | 364 kg     | Ri Chong-song         | CHDCND Triều Tiên | 2022 Hàng Châu | 4 tháng 10 năm 2023 | [ 4 ] |
| 96 kg    |            |                       |                   |                |                     |       |
| Cử giật  | 180 kg     | Tiêu chuẩn ASIAD      | —                 | —              | 1 tháng 11 năm 2018 |       |
| Cử đẩy   | 216 kg     | Ro Kwang-ryol         | CHDCND Triều Tiên | 2022 Hàng Châu | 5 tháng 10 năm 2023 | [ 5 ] |
| Tổng cử  | 390 kg     | Tiêu chuẩn ASIAD      | —                 | —              | 1 tháng 11 năm 2018 |       |
| 109 kg   |            |                       |                   |                |                     |       |
| Cử giật  | 190 kg     | Tiêu chuẩn ASIAD      | —                 | —              | 1 tháng 11 năm 2018 |       |
| Cử đẩy   | 233 kg     | Liu Huanhua           | Trung Quốc        | 2022 Hàng Châu | 6 tháng 10 năm 2023 | [ 6 ] |
| Tổng cử  | 418 kg     | Liu Huanhua           | Trung Quốc        | 2022 Hàng Châu | 6 tháng 10 năm 2023 | [ 6 ] |
| +109 kg  |            |                       |                   |                |                     |       |
| Cử giật  | 212 kg     | Gor Minasyan          | Bahrain           | 2022 Hàng Châu | 7 tháng 10 năm 2023 | [ 7 ] |
| Cử đẩy   | 245 kg     | Gor Minasyan          | Bahrain           | 2022 Hàng Châu | 7 tháng 10 năm 2023 | [ 7 ] |
| Tổng cử  | 457 kg     | Gor Minasyan          | Bahrain           | 2022 Hàng Châu | 7 tháng 10 năm 2023 | [ 7 ] |

### Nữ
| Nội dung | Thành tích | Vận động viên    | Quốc gia          | Kì đại hội     | Ngày                | Nguồn  |
| 49 kg    | 49 kg      | 49 kg            | 49 kg             | 49 kg          | 49 kg               | 49 kg  |
| -------- | ---------- | ---------------- | ----------------- | -------------- | ------------------- | ------ |
| Cử giật  | 94 kg      | Jiang Huihua     | Trung Quốc        | 2022 Hàng Châu | 30 tháng 9 năm 2023 | [ 8 ]  |
| Cử đẩy   | 124 kg     | Ri Song-gum      | CHDCND Triều Tiên | 2022 Hàng Châu | 30 tháng 9 năm 2023 | [ 8 ]  |
| Tổng cử  | 216 kg     | Ri Song-gum      | CHDCND Triều Tiên | 2022 Hàng Châu | 30 tháng 9 năm 2023 | [ 8 ]  |
| 55 kg    |            |                  |                   |                |                     |        |
| Cử giật  | 103 kg     | Kang Hyon-gyong  | CHDCND Triều Tiên | 2022 Hàng Châu | 30 tháng 9 năm 2023 | [ 9 ]  |
| Cử đẩy   | 130 kg     | Kang Hyon-gyong  | CHDCND Triều Tiên | 2022 Hàng Châu | 30 tháng 9 năm 2023 | [ 9 ]  |
| Tổng cử  | 233 kg     | Kang Hyon-gyong  | CHDCND Triều Tiên | 2022 Hàng Châu | 30 tháng 9 năm 2023 | [ 9 ]  |
| 59 kg    |            |                  |                   |                |                     |        |
| Cử giật  | 111 kg     | Kim Il-gyong     | CHDCND Triều Tiên | 2022 Hàng Châu | 2 tháng 10 năm 2023 | [ 10 ] |
| Cử đẩy   | 135 kg     | Kim Il-gyong     | CHDCND Triều Tiên | 2022 Hàng Châu | 2 tháng 10 năm 2023 | [ 10 ] |
| Tổng cử  | 246 kg     | Kim Il-gyong     | CHDCND Triều Tiên | 2022 Hàng Châu | 2 tháng 10 năm 2023 | [ 10 ] |
| 64 kg    |            |                  |                   |                |                     |        |
| Cử giật  | 111 kg     | Rim Un-sim       | CHDCND Triều Tiên | 2022 Hàng Châu | 2 tháng 10 năm 2023 | [ 11 ] |
| Cử đẩy   | 140 kg     | Rim Un-sim       | CHDCND Triều Tiên | 2022 Hàng Châu | 2 tháng 10 năm 2023 | [ 11 ] |
| Tổng cử  | 251 kg     | Rim Un-sim       | CHDCND Triều Tiên | 2022 Hàng Châu | 2 tháng 10 năm 2023 | [ 11 ] |
| 76 kg    |            |                  |                   |                |                     |        |
| Cử giật  | 120 kg     | Tiêu chuẩn ASIAD | —                 | —              | 1 tháng 11 năm 2018 |        |
| Cử đẩy   | 151 kg     | Tiêu chuẩn ASIAD | —                 | —              | 1 tháng 11 năm 2018 |        |
| Tổng cử  | 268 kg     | Tiêu chuẩn ASIAD | —                 | —              | 1 tháng 11 năm 2018 |        |
| 87 kg    |            |                  |                   |                |                     |        |
| Cử giật  | 128 kg     | Tiêu chuẩn ASIAD | —                 | —              | 1 tháng 11 năm 2018 |        |
| Cử đẩy   | 162 kg     | Tiêu chuẩn ASIAD | —                 | —              | 1 tháng 11 năm 2018 |        |
| Tổng cử  | 287 kg     | Tiêu chuẩn ASIAD | —                 | —              | 1 tháng 11 năm 2018 |        |
| +87 kg   |            |                  |                   |                |                     |        |
| Cử giật  | 132 kg     | Tiêu chuẩn ASIAD | —                 | —              | 1 tháng 11 năm 2018 |        |
| Cử đẩy   | 177 kg     | Tiêu chuẩn ASIAD | —                 | —              | 1 tháng 11 năm 2018 |        |
| Tổng cử  | 307 kg     | Tiêu chuẩn ASIAD | —                 | —              | 1 tháng 11 năm 2018 |        |

## Các kỷ lục trong lịch sử

### Nam (1998–2018)
| Nội dung | Thành tích | Vận động viên            | Quốc gia          | Kì đại hội             | Ngày                 | Nguồn |
| 56 kg    | 56 kg      | 56 kg                    | 56 kg             | 56 kg                  | 56 kg                | 56 kg |
| -------- | ---------- | ------------------------ | ----------------- | ---------------------- | -------------------- | ----- |
| Cử giật  | 134 kg     | Thạch Kim Tuấn           | Việt Nam          | 2014 Incheon           | 20 tháng 9 năm 2014  |       |
| Cử đẩy   | 170 kg     | Om Yun-chol              | CHDCND Triều Tiên | 2014 Incheon           | 20 tháng 9 năm 2014  |       |
| Tổng cử  | 298 kg     | Om Yun-chol              | CHDCND Triều Tiên | 2014 Incheon           | 20 tháng 9 năm 2014  |       |
| 62 kg    |            |                          |                   |                        |                      |       |
| Cử giật  | 154 kg     | Kim Un-guk               | CHDCND Triều Tiên | 2014 Incheon           | 21 tháng 9 năm 2014  |       |
| Cử đẩy   | 182 kg     | Le Maosheng              | Trung Quốc        | 2002 Busan             | 2 tháng 10 năm 2002  |       |
| Tổng cử  | 332 kg     | Kim Un-guk               | CHDCND Triều Tiên | 2014 Incheon           | 21 tháng 9 năm 2014  |       |
| 69 kg    |            |                          |                   |                        |                      |       |
| Cử giật  | 160 kg     | Kim Myong-hyok           | CHDCND Triều Tiên | 2014 Incheon           | 22 tháng 9 năm 2014  |       |
| Cử đẩy   | 195 kg     | Kim Hak-bong             | Hàn Quốc          | 1998 Bangkok           | 9 tháng 12 năm 1998  |       |
| Tổng cử  | 345 kg     | Zhang Guozheng           | Trung Quốc        | 2002 Busan             | 3 tháng 10 năm 2002  |       |
| 77 kg    |            |                          |                   |                        |                      |       |
| Cử giật  | 175 kg     | Lü Xiaojun               | Trung Quốc        | 2014 Incheon           | 23 tháng 9 năm 2014  |       |
| Cử đẩy   | 202 kg     | Mohammad Hossein Barkhah | Iran              | 2002 Busan             | 4 tháng 10 năm 2002  |       |
| Tổng cử  | 375 kg     | Sergey Filimonov         | Kazakhstan        | 2002 Busan             | 4 tháng 10 năm 2002  |       |
| 85 kg    |            |                          |                   |                        |                      |       |
| Cử giật  | 175 kg     | Vyacheslav Yershov       | Kazakhstan        | 2006 Doha              | 5 tháng 12 năm 2006  |       |
| Cử đẩy   | 218 kg     | Tian Tao                 | Trung Quốc        | 2014 Incheon           | 24 tháng 9 năm 2014  |       |
| Tổng cử  | 381 kg     | Tian Tao                 | Trung Quốc        | 2014 Incheon           | 24 tháng 9 năm 2014  |       |
| 94 kg    |            |                          |                   |                        |                      |       |
| Cử giật  | 189 kg     | Sohrab Moradi            | Iran              | 2018 Jakarta–Palembang | 25 tháng 8 năm 2018  |       |
| Cử đẩy   | 226 kg     | Ilya Ilyin               | Kazakhstan        | 2006 Doha              | 5 tháng 12 năm 2006  |       |
| Tổng cử  | 410 kg     | Sohrab Moradi            | Iran              | 2018 Jakarta–Palembang | 25 tháng 8 năm 2018  |       |
| 105 kg   |            |                          |                   |                        |                      |       |
| Cử giật  | 195 kg     | Cui Wenhua               | Trung Quốc        | 1998 Bangkok           | 13 tháng 12 năm 1998 |       |
| Cử đẩy   | 230 kg     | Ruslan Nurudinov         | Uzbekistan        | 2018 Jakarta–Palembang | 26 tháng 8 năm 2018  |       |
| Tổng cử  | 421 kg     | Ruslan Nurudinov         | Uzbekistan        | 2018 Jakarta–Palembang | 26 tháng 8 năm 2018  |       |
| +105 kg  |            |                          |                   |                        |                      |       |
| Cử giật  | 210 kg     | Behdad Salimi            | Iran              | 2014 Incheon           | 26 tháng 9 năm 2014  |       |
| Cử đẩy   | 255 kg     | Behdad Salimi            | Iran              | 2014 Incheon           | 26 tháng 9 năm 2014  |       |
| Tổng cử  | 465 kg     | Behdad Salimi            | Iran              | 2014 Incheon           | 26 tháng 9 năm 2014  |       |

### Nữ (1998–2018)
| Nội dung | Thành tích | Vận động viên      | Quốc gia          | Kì đại hội      | Ngày                 | Nguồn |
| 48 kg    | 48 kg      | 48 kg              | 48 kg             | 48 kg           | 48 kg                | 48 kg |
| -------- | ---------- | ------------------ | ----------------- | --------------- | -------------------- | ----- |
| Cử giật  | 95 kg      | Wang Mingjuan      | Trung Quốc        | 2010 Quảng Châu | 13 tháng 11 năm 2010 |       |
| Cử đẩy   | 116 kg     | Wang Mingjuan      | Trung Quốc        | 2006 Doha       | 2 tháng 12 năm 2006  |       |
| Tổng cử  | 210 kg     | Wang Mingjuan      | Trung Quốc        | 2010 Quảng Châu | 13 tháng 11 năm 2010 |       |
| 53 kg    |            |                    |                   |                 |                      |       |
| Cử giật  | 103 kg     | Li Ping            | Trung Quốc        | 2010 Quảng Châu | 14 tháng 11 năm 2010 |       |
| Cử đẩy   | 132 kg     | Zulfiya Chinshanlo | Kazakhstan        | 2014 Incheon    | 21 tháng 9 năm 2014  |       |
| Tổng cử  | 233 kg     | Hsu Shu-ching      | Đài Bắc Trung Hoa | 2014 Incheon    | 21 tháng 9 năm 2014  |       |
| 58 kg    |            |                    |                   |                 |                      |       |
| Cử giật  | 111 kg     | Chen Yanqing       | Trung Quốc        | 2006 Doha       | 3 tháng 12 năm 2006  |       |
| Cử đẩy   | 140 kg     | Chen Yanqing       | Trung Quốc        | 2006 Doha       | 3 tháng 12 năm 2006  |       |
| Tổng cử  | 251 kg     | Chen Yanqing       | Trung Quốc        | 2006 Doha       | 3 tháng 12 năm 2006  |       |
| 63 kg    |            |                    |                   |                 |                      |       |
| Cử giật  | 116 kg     | Lin Tzu-chi        | Đài Bắc Trung Hoa | 2014 Incheon    | 23 tháng 9 năm 2014  |       |
| Cử đẩy   | 145 kg     | Lin Tzu-chi        | Đài Bắc Trung Hoa | 2014 Incheon    | 23 tháng 9 năm 2014  |       |
| Tổng cử  | 261 kg     | Lin Tzu-chi        | Đài Bắc Trung Hoa | 2014 Incheon    | 23 tháng 9 năm 2014  |       |
| 69 kg    |            |                    |                   |                 |                      |       |
| Cử giật  | 121 kg     | Ryo Un-hui         | CHDCND Triều Tiên | 2014 Incheon    | 24 tháng 9 năm 2014  |       |
| Cử đẩy   | 150 kg     | Liu Haixia         | Trung Quốc        | 2006 Doha       | 4 tháng 12 năm 2006  |       |
| Tổng cử  | 268 kg     | Xiang Yanmei       | Trung Quốc        | 2014 Incheon    | 24 tháng 9 năm 2014  |       |
| 75 kg    |            |                    |                   |                 |                      |       |
| Cử giật  | 131 kg     | Kang Yue           | Trung Quốc        | 2014 Incheon    | 25 tháng 9 năm 2014  |       |
| Cử đẩy   | 164 kg     | Kim Un-ju          | CHDCND Triều Tiên | 2014 Incheon    | 25 tháng 9 năm 2014  |       |
| Tổng cử  | 292 kg     | Kim Un-ju          | CHDCND Triều Tiên | 2014 Incheon    | 25 tháng 9 năm 2014  |       |
| +75 kg   |            |                    |                   |                 |                      |       |
| Cử giật  | 142 kg     | Zhou Lulu          | Trung Quốc        | 2014 Incheon    | 26 tháng 9 năm 2014  |       |
| Cử đẩy   | 192 kg     | Zhou Lulu          | Trung Quốc        | 2014 Incheon    | 26 tháng 9 năm 2014  |       |
| Tổng cử  | 334 kg     | Zhou Lulu          | Trung Quốc        | 2014 Incheon    | 26 tháng 9 năm 2014  |       |